# Kaprun
Kaprun è un comune austriaco di 3 154 abitanti nel distretto di Zell am See, nel Salisburghese.

## Storia
Il comune è noto per la tragedia dell'11 novembre 2000, quando a causa di un incendio avvenuto nel traforo della funicolare Gletscherbahn Kaprun 2 morirono complessivamente 155 passeggeri (Disastro di Kaprun).

## Economia
Kaprun, insieme con la vicina città di Zell am See, è con più di 14 000 posti letto e due milioni di prenotazioni ogni anno uno dei  più importanti centri turistici austriaci. Sul ghiacciaio di Kitzsteinhorn (3 203 m s.l.m., accesso a 1828 m s.l.m.) è  possibile sciare, grazie agli impianti di risalita aperti tutto l'anno.
Oltre al turismo, un altro fattore economico significativo è la produzione di energia elettrica. La centrale idroelettrica di Glockner-Kaprun negli Alti Tauri (costruzione iniziata nel 1938, completata 1955) è una componente importante della fornitura di energia elettrica in Austria, ed è diventato un simbolo della ricostruzione austriaca del dopoguerra.

## Sport
Kaprun ha ospitato varie tappe della Coppa del mondo di mountain bike e i Mondiali del 2002.